# Dubiaranea atriceps
Dubiaranea atriceps is een spinnensoort uit de familie hangmatspinnen (Linyphiidae). De soort komt voor in Peru.